# Pantoporia maenides
Pantoporia maenides är en fjärilsart som beskrevs av Hans Fruhstorfer 1906. Pantoporia maenides ingår i släktet Pantoporia och familjen praktfjärilar. Inga underarter finns listade i Catalogue of Life.